# No Ripcord
No Ripcord är en webbtidning för musik och film baserad i Sheffield i England. Sidans recensioner används på Metacritic.